# マティス (小惑星)
マティス (8240 Matisse) は、小惑星帯の小惑星である。パロマー天文台のトム・ゲーレルスとライデン天文台のファン・ハウテン夫妻が発見した。
フランスのフォーヴィスムの画家、アンリ・マティスに因んで名付けられた。